# عين اللوي
عين اللوي مركز إداري تابع لمحافظة سراة عبيدة الواقع في منطقة عسير في جنوب غرب المملكة العربية السعودية. تأسس المركز في عام 1429هـ.

## مراكز خدمات
- مدارس، إبتدائي (6 فصول، 99 طالب، 13 معلم)، متوسط (3 فصول، 47 طالب، 6 معلم).[3]
- مركز رعاية أولية.[3]
- مخفر شرطة.[3]
- ضبط أمني.[3]

## انظر ايضاً
- أبها

## وصلات خارجية
- سراة عبيدة.. آثارها شاهدة على عمق حضارتها.